# I liga brazylijska w piłce nożnej (1981)
Brazylia 1981
Mistrzem Brazylii został klub Grêmio Porto Alegre, natomiast wicemistrzem Brazylii - klub São Paulo.
Do Copa Libertadores w roku 1982 zakwalifikowały się następujące kluby:
- Grêmio Porto Alegre (mistrz Brazylii)
- São Paulo (wicemistrz Brazylii)
- CR Flamengo (obrońca tytułu)

W 1981 roku w rozgrywkach I ligi brazylijskiej wzięły udział 44 kluby. Nikt nie spadł do drugiej ligi, a w następnym sezonie I liga także liczyła 44 kluby.

## Campeonato Brasileiro Série A 1981

### Uczestnicy
W mistrzostwach Brazylii w 1981 roku wzięły udział 44 kluby, w tym dwa najlepsze w turnieju Taça de Prata w 1980 – Londrina i CS Alagoano, a od drugiego etapu mistrzostw uczestniczyły 4 najlepsze kluby II ligi (Taça de Prata) z 1981: Náutico, EC Bahia, SE Palmeiras i Uberaba. Ponadto udział wzięło 38 najlepszych klubów w mistrzostwach stanowych 1980 roku.
Stan São Paulo reprezentowało 6 klubów: AA Internacional, AA Ponte Preta, Portuguesa São Paulo, Santos FC, São Paulo i Corinthians Paulista.
Stan Rio de Janeiro reprezentowało 5 klubów: Bangu AC, Botafogo FR, CR Flamengo, CR Vasco da Gama i Fluminense FC.
Po 2 kluby reprezentowały następujące stany: stan Rio Grande do Sul – Grêmio Porto Alegre i SC Internacional, stan Bahia – Galícia EC i EC Vitória, stan Ceará – Ferroviário AC i Fortaleza, stan Goiás – Goiás EC i Vila Nova FC, stan Minas Gerais – Atlético Mineiro i Cruzeiro EC, stan Parana – Colorado EC i EC Pinheiros, oraz stan Pernambuco – Santa Cruz FC i Sport Recife.
Następujące stany miały w mistrzostwach Brazylii tylko po 1 klubie: stan Alagoas – Clube de Regatas Brasil, stan Amazonas – Nacional FC, Dystrykt Federalny – Brasília, stan Espírito Santo – Desportiva Cariacica, stan Maranhão – Sampaio Corrêa FC, stan Mato Grosso – Mixto EC, stan Mato Grosso do Sul – Operário FC, stan Pará – Paysandu SC, stan Paraíba – Campinense Clube, stan Piauí – Ríver AC, stan Rio Grande do Norte – América Natal, stan Santa Catarina – Joinville oraz stan Sergipe – Itabaiana.

### Format rozgrywek
Mistrzostwa Brazylii podzielone zostały na dwa etapy, mające wyłonić najlepszą szesnastkę, z której następnie systemem pucharowym wyłoniony miał być mistrz Brazylii. W pierwszym etapie 40 klubów podzielono na 4 grupy - po 10 klubów w każdej grupie. Do drugiego etapu awansowało po 7 klubów z każdej grupy oraz 4 najlepsze kluby w turnieju Taça de Prata. Łącznie do drugiego etapu zakwalifikowały się 32 kluby.
W drugim etapie 32 kluby podzielono na 8 grup, po 4 kluby w każdej grupie. Do 1/8 finału awansowały po 2 najlepsze kluby z każdej grupy.
Mecze 1/8 finału, ćwierćfinały, półfinały oraz finał rozegrano systemem pucharowym mecz i rewanż.
W grupach o kolejności decydowała w pierwszym rzędzie liczba zdobytych punktów, następnie liczba zwycięstw, a na końcu bilans bramkowy.

### Pierwszy etap

#### Grupa A

##### Kolejka 1
| Data             | Mecz                                                                                |
| ---------------- | ----------------------------------------------------------------------------------- |
| 17 stycznia 1981 | EC Vitória – Londrina 3:1 Zé Augusto, Fernando s, Zé Júlio - Paulinho               |
| 17 stycznia 1981 | CR Vasco da Gama – Vila Nova FC 3:1 César (2), Roberto Dinamite - Valdo             |
| 18 stycznia 1981 | Bangu AC – Colorado EC 0:0                                                          |
| 18 stycznia 1981 | SC Internacional – AA Ponte Preta 4:2 Jair (2), Bira, Silvinho - Humberto, Zé Mario |
| 18 stycznia 1981 | Joinville – AA Internacional 1:2 Catinha - Jaiminho, Almir                          |

##### Kolejka 2
| Data             | Mecz                                                         |
| ---------------- | ------------------------------------------------------------ |
| 21 stycznia 1981 | AA Ponte Preta – EC Vitória 3:0 Jorge Campos, Dicá, Humberto |
| 21 stycznia 1981 | Londrina – Bangu AC 2:1 Nivaldo, Adalberto - Alcino          |
| 21 stycznia 1981 | Joinville – CR Vasco da Gama 0:2 Orlando, Roberto Dinamite   |
| 21 stycznia 1981 | AA Internacional – Colorado EC 1:1 Jaiminho - Peres          |
| 22 stycznia 1981 | Vila Nova FC – SC Internacional 0:2 Bira, Paulo Santos       |

##### Kolejka 3
| Data             | Mecz                                                                    |
| ---------------- | ----------------------------------------------------------------------- |
| 25 stycznia 1981 | Colorado EC – EC Vitória 2:1 Chico Fraga, Dităo - Tadeu Macrini         |
| 25 stycznia 1981 | CR Vasco da Gama – SC Internacional 4:0 Roberto Dinamite (2), César (2) |
| 25 stycznia 1981 | Londrina – AA Internacional 0:1 Elói                                    |
| 25 stycznia 1981 | Bangu AC – AA Ponte Preta 5:1 Mirandinha (3), Alcino, Luisăo - Serginho |
| 25 stycznia 1981 | Vila Nova FC – Joinville 0:0                                            |

##### Kolejka 4
| Data             | Mecz                                                                           |
| ---------------- | ------------------------------------------------------------------------------ |
| 28 stycznia 1981 | AA Ponte Preta – AA Internacional 3:0 Dicá, Osvaldo, Serginho                  |
| 28 stycznia 1981 | Bangu AC – CR Vasco da Gama 3:2 Luisăo, Marco Antônio, Alcino - Dudu, Wilsinho |
| 28 stycznia 1981 | SC Internacional – Londrina 1:0 Vágner                                         |
| 29 stycznia 1981 | Colorado EC – Joinville 1:0 Dităo                                              |
| 29 stycznia 1981 | EC Vitória – Vila Nova FC 1:0 Zé Augusto                                       |

##### Kolejka 5
| Data          | Mecz                                                            |
| ------------- | --------------------------------------------------------------- |
| 1 lutego 1981 | AA Internacional – CR Vasco da Gama 0:2 César, Roberto Dinamite |
| 1 lutego 1981 | Joinville – SC Internacional 1:0 Lico                           |
| 1 lutego 1981 | Vila Nova FC – Colorado EC 2:1 Luís Dario, Erivelto - Dităo     |
| 1 lutego 1981 | Londrina – AA Ponte Preta 0:1 Abel                              |
| 1 lutego 1981 | EC Vitória – Bangu AC 2:0 Jorge Luís, Anílton                   |

##### Kolejka 6
| Data           | Mecz                                                                                   |
| -------------- | -------------------------------------------------------------------------------------- |
| 4 lutego 1981  | AA Ponte Preta – Joinville 2:0 Dicá, Jorge Campos                                      |
| 4 lutego 1981  | Colorado EC – SC Internacional 0:0                                                     |
| 4 lutego 1981  | AA Internacional – EC Vitória 1:0 Jaiminho                                             |
| 4 lutego 1981  | Bangu AC – Vila Nova FC 5:1 Mirandinha (2), Luisăo (2), Ademir Vicente - Luisinho      |
| 12 lutego 1981 | CR Vasco da Gama – Londrina 6:1 Roberto Dinamite (3), Dudu, César, Rosemiro - Paulinho |

##### Kolejka 7
| Data           | Mecz                                                          |
| -------------- | ------------------------------------------------------------- |
| 7 lutego 1981  | AA Ponte Preta – CR Vasco da Gama 1:1 Dicá - Roberto Dinamite |
| 7 lutego 1981  | EC Vitória – Joinville 1:1 Anílton - Gildásio                 |
| 7 lutego 1981  | SC Internacional – Bangu AC 0:0                               |
| 7 lutego 1981  | Londrina – Colorado EC 0:2 Freitas, Sartóri                   |
| 11 lutego 1981 | Vila Nova FC – AA Internacional 2:0 Roberto (2)               |

##### Kolejka 8
| Data           | Mecz                                                                                 |
| -------------- | ------------------------------------------------------------------------------------ |
| 14 lutego 1981 | Joinville – Londrina 2:0 Catinha, Zé Carlos Paulista                                 |
| 14 lutego 1981 | AA Internacional – Bangu AC 1:1 Elói - Alcino                                        |
| 14 lutego 1981 | Colorado EC – CR Vasco da Gama 1:0 Sartóri                                           |
| 14 lutego 1981 | Vila Nova FC – AA Ponte Preta 2:3 Erivelto, Toninho Oliveira s - Celso (2), Serginho |
| 14 lutego 1981 | EC Vitória – SC Internacional 0:0                                                    |

##### Kolejka 9
| Data           | Mecz                                                                                             |
| -------------- | ------------------------------------------------------------------------------------------------ |
| 19 lutego 1981 | CR Vasco da Gama – EC Vitória 4:2 Marco Antônio Rodrigues (2), César (2) – Marquinho, Mazarópi s |
| 21 lutego 1981 | Londrina – Vila Nova FC 1:0 Carlos Alberto Garcia                                                |
| 21 lutego 1981 | Bangu AC – Joinville 3:0 Mirandinha, Alcino, Luisinho                                            |
| 21 lutego 1981 | Colorado EC – AA Ponte Preta 0:0                                                                 |
| 21 lutego 1981 | SC Internacional – AA Internacional 1:1 Vágner - Vágner s                                        |

##### Tabela grupy A
| Poz | Klub             | Mecze | Zw | Rem | Por | Pkt | BrZd | BrStr |
| --- | ---------------- | ----- | -- | --- | --- | --- | ---- | ----- |
| 1   | CR Vasco da Gama | 9     | 6  | 1   | 2   | 13  | 24   | 9     |
| 2   | AA Ponte Preta   | 9     | 5  | 2   | 2   | 12  | 16   | 12    |
| 3   | Colorado EC      | 9     | 4  | 4   | 1   | 12  | 8    | 4     |
| 4   | Bangu AC         | 9     | 4  | 3   | 2   | 11  | 18   | 9     |
| 5   | SC Internacional | 9     | 3  | 4   | 2   | 10  | 8    | 8     |
| 6   | AA Internacional | 9     | 3  | 3   | 3   | 9   | 7    | 11    |
| 7   | EC Vitória       | 9     | 3  | 2   | 4   | 8   | 10   | 12    |
| 8   | Joinville        | 9     | 2  | 2   | 5   | 6   | 5    | 11    |
| 9   | Vila Nova FC     | 9     | 2  | 1   | 6   | 5   | 8    | 16    |
| 10  | Londrina         | 9     | 2  | 0   | 7   | 4   | 5    | 17    |

#### Grupa B

##### Kolejka 1
| Data             | Mecz                                                                      |
| ---------------- | ------------------------------------------------------------------------- |
| 18 stycznia 1981 | Brasília – Portuguesa São Paulo 2:2 Albeneir (2) – Daniel González (2)    |
| 18 stycznia 1981 | Desportiva Cariacica – Botafogo FR 0:4 Mendonça (2), Serginho, Mirandinha |
| 18 stycznia 1981 | Operário FC – EC Pinheiros 1:1 Paulo Dias - André                         |
| 18 stycznia 1981 | Galícia Salvador – Corinthians Paulista 0:2 Vaguinho, Toninho             |
| 18 stycznia 1981 | Goiás EC – Grêmio Porto Alegre 0:0                                        |

##### Kolejka 2
| Data             | Mecz                                                                       |
| ---------------- | -------------------------------------------------------------------------- |
| 21 stycznia 1981 | Portuguesa São Paulo – Goiás EC 2:0 Daniel González, Wílson Carrasco       |
| 21 stycznia 1981 | Desportiva Cariacica – EC Pinheiros 0:1 Paulinho                           |
| 21 stycznia 1981 | Grêmio Porto Alegre – Galícia Salvador 2:1 Vantuir, Baltazar - Esquerdinha |
| 21 stycznia 1981 | Brasília – Corinthians Paulista 0:1 Toninho                                |
| 21 stycznia 1981 | Botafogo FR – Operário FC 1:0 Mendonça                                     |

##### Kolejka 3
| Data             | Mecz                                                                            |
| ---------------- | ------------------------------------------------------------------------------- |
| 25 stycznia 1981 | Corinthians Paulista – Botafogo FR 1:3 Basílio - Djalma s, Mendonça, Mirandinha |
| 25 stycznia 1981 | Grêmio Porto Alegre – Desportiva Cariacica 2:0 Baltazar, Flávio                 |
| 25 stycznia 1981 | Operário FC – Portuguesa São Paulo 2:1 Arthurzinho, Cléber - Beca               |
| 25 stycznia 1981 | EC Pinheiros – Goiás EC 0:0                                                     |
| 25 stycznia 1981 | Galícia Salvador – Brasília 1:0 Pirulito                                        |

##### Kolejka 4
| Data             | Mecz                                                                                   |
| ---------------- | -------------------------------------------------------------------------------------- |
| 28 stycznia 1981 | Corinthians Paulista – Desportiva Cariacica 2:2 Toninho (2) – Vicente Cruz, Londrina   |
| 28 stycznia 1981 | EC Pinheiros – Grêmio Porto Alegre 1:1 Vágner - Baltazar                               |
| 28 stycznia 1981 | Brasília – Botafogo FR 0:2 Mirandinha, Mendonça                                        |
| 28 stycznia 1981 | Goiás EC – Operário FC 2:0 Gérson Lopes, Marco Antônio                                 |
| 28 stycznia 1981 | Portuguesa São Paulo – Galícia Salvador 2:1 Wílson Carrasco, Gérson Sodré - Washington |

##### Kolejka 5
| Data             | Mecz                                                                  |
| ---------------- | --------------------------------------------------------------------- |
| 31 stycznia 1981 | Botafogo FR – Portuguesa São Paulo 0:1 Daniel González                |
| 31 stycznia 1981 | Grêmio Porto Alegre – Corinthians Paulista 1:0 Tarciso                |
| 31 stycznia 1981 | Galícia Salvador – Goiás EC 3:2 Washington (2), Róbson - Ramón (2)    |
| 1 lutego 1981    | Desportiva Cariacica – Operário FC 0:2 Paulo Dias, Baianinho          |
| 1 lutego 1981    | Brasília – EC Pinheiros 3:2 Vânder, William, Afonso - Dionísio, André |

##### Kolejka 6
| Data           | Mecz                                                                          |
| -------------- | ----------------------------------------------------------------------------- |
| 4 lutego 1981  | EC Pinheiros – Botafogo FR 2:2 Vágner, Paulinho - Mirandinha (2)              |
| 4 lutego 1981  | Desportiva Cariacica – Brasília 2:2 Londrina, Paulistinha - Aluísio, Albeneir |
| 4 lutego 1981  | Operário FC – Galícia Salvador 1:0 Campos                                     |
| 4 lutego 1981  | Portuguesa São Paulo – Grêmio Porto Alegre 1:0 Wílson Carrasco                |
| 11 lutego 1981 | Corinthians Paulista – Goiás EC 1:1 Vaguinho - Luvanor                        |

##### Kolejka 7
| Data          | Mecz                                                                    |
| ------------- | ----------------------------------------------------------------------- |
| 7 lutego 1981 | Botafogo FR – Grêmio Porto Alegre 2:3 Mendonça (2) – Baltazar (3)       |
| 7 lutego 1981 | Goiás EC – Desportiva Cariacica 2:0 Gérson Lopes, César                 |
| 7 lutego 1981 | Portuguesa São Paulo – Corinthians Paulista 1:0 Beca                    |
| 7 lutego 1981 | Brasília – Operário FC 1:3 Albeneir - Baianinho, Alencar s, Arthurzinho |
| 7 lutego 1981 | EC Pinheiros – Galícia Salvador 0:0                                     |

##### Kolejka 8
| Data           | Mecz                                                                        |
| -------------- | --------------------------------------------------------------------------- |
| 14 lutego 1981 | Portuguesa São Paulo – EC Pinheiros 2:2 Caio, Toquinho - Serginho, Paulinho |
| 14 lutego 1981 | Operário FC – Corinthians Paulista 0:1 Geraldo                              |
| 14 lutego 1981 | Grêmio Porto Alegre – Brasília 1:2 Tarciso - Aluísio, Vânder                |
| 14 lutego 1981 | Botafogo FR – Goiás EC 0:2 Carlos Alberto, Ramón                            |
| 14 lutego 1981 | Galícia Salvador – Desportiva Cariacica 1:0 Washington                      |

##### Kolejka 9
| Data           | Mecz                                                                |
| -------------- | ------------------------------------------------------------------- |
| 19 lutego 1981 | Corinthians Paulista – EC Pinheiros 2:0 Djalma, Basílio             |
| 21 lutego 1981 | Goiás EC – Brasília 1:0 Luvanor                                     |
| 21 lutego 1981 | Galícia Salvador – Botafogo FR 3:1 Róbson (2), Washington - Marcelo |
| 21 lutego 1981 | Desportiva Cariacica – Portuguesa São Paulo 0:1 Wílson Carrasco     |
| 21 lutego 1981 | Operário FC – Grêmio Porto Alegre 2:1 Lima, Cléber - Odair          |

##### Tabela grupy B
| Poz | Klub                 | Mecze | Zw | Rem | Por | Pkt | BrZd | BrStr |
| --- | -------------------- | ----- | -- | --- | --- | --- | ---- | ----- |
| 1   | Portuguesa São Paulo | 9     | 6  | 2   | 1   | 14  | 13   | 7     |
| 2   | Operário FC          | 9     | 5  | 1   | 3   | 11  | 11   | 8     |
| 3   | Goiás EC             | 9     | 4  | 3   | 2   | 11  | 10   | 6     |
| 4   | Grêmio Porto Alegre  | 9     | 4  | 2   | 3   | 10  | 11   | 9     |
| 5   | Corinthians Paulista | 9     | 4  | 2   | 3   | 10  | 10   | 8     |
| 6   | Galícia Salvador     | 9     | 4  | 1   | 4   | 9   | 10   | 10    |
| 7   | Botafogo FR          | 9     | 4  | 1   | 4   | 9   | 15   | 12    |
| 8   | EC Pinheiros         | 9     | 1  | 6   | 2   | 8   | 9    | 11    |
| 9   | Brasília             | 9     | 2  | 2   | 5   | 6   | 10   | 15    |
| 10  | Desportiva Cariacica | 9     | 0  | 2   | 7   | 2   | 4    | 17    |

#### Grupa C

##### Kolejka 1
| Data             | Mecz                                                          |
| ---------------- | ------------------------------------------------------------- |
| 18 stycznia 1981 | Ferroviário AC – Campinense Clube 2:1 Roberto, Jacinto - Neto |
| 18 stycznia 1981 | Sport Recife – São Paulo 0:0                                  |
| 18 stycznia 1981 | Atlético Mineiro – CS Alagoano 3:0 Palhinha, Renato, Heleno   |
| 18 stycznia 1981 | Mixto EC – Fluminense FC 1:1 Toninho - Gilmar s               |
| 18 stycznia 1981 | América Natal – Ríver AC 2:0 Davi, Marinho                    |

##### Kolejka 2
| Data             | Mecz                                                |
| ---------------- | --------------------------------------------------- |
| 21 stycznia 1981 | Atlético Mineiro – Campinense Clube 0:0             |
| 21 stycznia 1981 | América Natal – São Paulo 1:1 Marinho - Éverton     |
| 21 stycznia 1981 | CS Alagoano – Fluminense FC 0:2 Gilberto, Cristóvăo |
| 21 stycznia 1981 | Ríver AC – Mixto EC 0:0                             |
| 22 stycznia 1981 | Sport Recife – Ferroviário AC 2:0 Roberto, Édson    |

##### Kolejka 3
| Data             | Mecz                                                                                 |
| ---------------- | ------------------------------------------------------------------------------------ |
| 24 stycznia 1981 | Fluminense FC – América Natal 4:2 Zezé Gomes (2), Gilberto, Adilço - Guedes, Norival |
| 24 stycznia 1981 | São Paulo – Mixto EC 4:0 Éverton (2), Paulo César, Assis                             |
| 25 stycznia 1981 | Campinense Clube – Sport Recife 4:1 Gabriel (2), Rubens, Neto - Roberto              |
| 25 stycznia 1981 | CS Alagoano – Ríver AC 2:1 Jacozinho (2) – Sima                                      |
| 25 stycznia 1981 | Ferroviário AC – Atlético Mineiro 1:1 Jacinto - Jorge Luís s                         |

##### Kolejka 4
| Data             | Mecz                                                                       |
| ---------------- | -------------------------------------------------------------------------- |
| 28 stycznia 1981 | Atlético Mineiro – Sport Recife 1:1 Chico Spina - Roberto                  |
| 28 stycznia 1981 | Ferroviário AC – Fluminense FC 4:1 Roberto (2), Jangada (2) – Zezé Gomes   |
| 28 stycznia 1981 | Ríver AC – São Paulo 0:2 Paulo César, Marquinhos                           |
| 28 stycznia 1981 | Mixto EC – América Natal 4:2 Bife (2), Tostăo, Gonçalves - Soares, Marinho |
| 29 stycznia 1981 | Campinense Clube – CS Alagoano 0:1 Rômel                                   |

##### Kolejka 5
| Data          | Mecz                                                                               |
| ------------- | ---------------------------------------------------------------------------------- |
| 1 lutego 1981 | Mixto EC – Campinense Clube 1:0 Gonçalves                                          |
| 1 lutego 1981 | América Natal – Ferroviário AC 3:2 Marinho (2), Sandoval - Baltasar, Marco Antônio |
| 1 lutego 1981 | CS Alagoano – São Paulo 2:2 Luís Paulo, Dentinho - Assis, Chiquito                 |
| 1 lutego 1981 | Sport Recife – Ríver AC 1:1 Édson - Sima                                           |
| 1 lutego 1981 | Fluminense FC – Atlético Mineiro 2:1 Cláudio Adăo (2) – Palhinha                   |

##### Kolejka 6
| Data          | Mecz                                                                            |
| ------------- | ------------------------------------------------------------------------------- |
| 4 lutego 1981 | São Paulo – Ferroviário AC 0:0                                                  |
| 4 lutego 1981 | Mixto EC – CS Alagoano 3:0 Bife (2), Tostăo                                     |
| 4 lutego 1981 | América Natal – Sport Recife 1:1 Marinho - Aílton                               |
| 4 lutego 1981 | Ríver AC – Atlético Mineiro 1:0 Sima                                            |
| 4 lutego 1981 | Fluminense FC – Campinense Clube 4:1 Cláudio Adăo (2), Zezé Gomes, Mário - Neto |

##### Kolejka 7
| Data           | Mecz                                                                 |
| -------------- | -------------------------------------------------------------------- |
| 7 lutego 1981  | Campinense Clube – São Paulo 0:0                                     |
| 7 lutego 1981  | Ríver AC – Fluminense FC 3:1 Sima (2), Meinha - Robertinho           |
| 7 lutego 1981  | CS Alagoano – Ferroviário AC 0:0                                     |
| 11 lutego 1981 | Sport Recife – Mixto EC 1:0 Dęno                                     |
| 11 lutego 1981 | Atlético Mineiro – América Natal 2:1 Palhinha, Chico Spina - Norival |

##### Kolejka 8
| Data           | Mecz                                                                           |
| -------------- | ------------------------------------------------------------------------------ |
| 14 lutego 1981 | CS Alagoano – América Natal 3:2 Antunes (2), Rômel - Sandoval, Guedes          |
| 14 lutego 1981 | São Paulo – Atlético Mineiro 2:1 Éverton, Almir - Carlinhos                    |
| 14 lutego 1981 | Fluminense FC – Sport Recife 0:1 Roberto                                       |
| 14 lutego 1981 | Ferroviário AC – Mixto EC 3:2 Jorge Luís, Roberto, Jangada - Gonçalves, Tostăo |
| 14 lutego 1981 | Campinense Clube – Ríver AC 4:0 Rubens (2), Reinaldo, Zezinho                  |

##### Kolejka 9
| Data           | Mecz                                                      |
| -------------- | --------------------------------------------------------- |
| 21 lutego 1981 | São Paulo – Fluminense FC 2:1 Éverton, Assis - Mário      |
| 26 lutego 1981 | América Natal – Campinense Clube 2:0 Norival, Mário       |
| 26 lutego 1981 | Sport Recife – CS Alagoano 2:1 Dęno (2) – Dentinho        |
| 26 lutego 1981 | Mixto EC – Atlético Mineiro 0:4 Éder (3), Heleno          |
| 26 lutego 1981 | Ferroviário AC – Ríver AC 2:1 Jeová, Roberto - Nascimento |

##### Tabela grupy C
| Poz | Klub             | Mecze | Zw | Rem | Por | Pkt | BrZd | BrStr |
| --- | ---------------- | ----- | -- | --- | --- | --- | ---- | ----- |
| 1   | São Paulo        | 9     | 4  | 5   | 0   | 13  | 13   | 5     |
| 2   | Sport Recife     | 9     | 4  | 4   | 1   | 12  | 10   | 8     |
| 3   | Ferroviário AC   | 9     | 4  | 3   | 2   | 11  | 14   | 11    |
| 4   | Fluminense FC    | 9     | 4  | 1   | 4   | 9   | 16   | 15    |
| 5   | Atlético Mineiro | 9     | 3  | 3   | 3   | 9   | 13   | 8     |
| 6   | Mixto EC         | 9     | 3  | 2   | 4   | 8   | 11   | 15    |
| 7   | CS Alagoano      | 9     | 3  | 2   | 4   | 8   | 9    | 15    |
| 8   | América Natal    | 9     | 3  | 2   | 4   | 8   | 16   | 17    |
| 9   | Campinense Clube | 9     | 2  | 2   | 5   | 6   | 10   | 11    |
| 10  | Ríver AC         | 9     | 2  | 2   | 5   | 6   | 7    | 14    |

#### Grupa D

##### Kolejka 1
| Data             | Mecz                                                        |
| ---------------- | ----------------------------------------------------------- |
| 17 stycznia 1981 | Santa Cruz FC – Paysandu SC 3:0 Isidoro, Osnir, Zé do Carmo |
| 18 stycznia 1981 | Clube de Regatas Brasil – Fortaleza 1:1 Américo - Noronha   |
| 18 stycznia 1981 | Sampaio Corrêa FC – Itabaiana 1:0 Cabecinha                 |
| 18 stycznia 1981 | Nacional FC – Cruzeiro EC 1:0 Fernandinho                   |
| 18 stycznia 1981 | CR Flamengo – Santos FC 0:0                                 |

##### Kolejka 2
| Data             | Mecz |
| ---------------- | --- |
| 21 stycznia 1981 | Nacional FC – CR Flamengo 0:1 Nunes                                                                                   |
| 21 stycznia 1981 | Paysandu SC – Cruzeiro EC 1:3 Carlinhos - Joãozinho, Carlinhos, Roberto César                                         |
| 21 stycznia 1981 | Fortaleza – Itabaiana 1:0 Odilon                                                                                      |
| 21 stycznia 1981 | Santos FC – Clube de Regatas Brasil 5:2 Roberto Biônico (2), Miro, Joăo Paulo, Carlos Silva; Miro, Joãozinho Paulista |
| 22 stycznia 1981 | Sampaio Corrêa FC – Santa Cruz FC 1:1 Cabecinha - Baiano                                                              |

##### Kolejka 3
| Data             | Mecz                                                              |
| ---------------- | ----------------------------------------------------------------- |
| 24 stycznia 1981 | Fortaleza – Nacional FC 1:1 Odilon - Rogério                      |
| 25 stycznia 1981 | Itabaiana – Clube de Regatas Brasil 3:1 Deri, Mica, Misso - Almir |
| 25 stycznia 1981 | Paysandu SC – CR Flamengo 3:0 Evandro (2), Da Silva               |
| 25 stycznia 1981 | Santa Cruz FC – Santos FC 1:1 Dario - Roberto Biônico             |
| 25 stycznia 1981 | Cruzeiro EC – Sampaio Corrêa FC 1:1 Roberto César - Cabecinha     |

##### Kolejka 4
| Data             | Mecz                                                                          |
| ---------------- | ----------------------------------------------------------------------------- |
| 28 stycznia 1981 | Clube de Regatas Brasil – Santa Cruz FC 3:1 Isidoro s, Norinho, Almir - Osnir |
| 28 stycznia 1981 | Santos FC – Paysandu SC 4:0 Aluísio (3), Carlos Silva                         |
| 28 stycznia 1981 | CR Flamengo – Sampaio Corrêa FC 2:0 Fumanchu (2)                              |
| 29 stycznia 1981 | Cruzeiro EC – Fortaleza 1:0 Mauro                                             |
| 29 stycznia 1981 | Nacional FC – Itabaiana 1:0 Careca                                            |

##### Kolejka 5
| Data          | Mecz                                                                 |
| ------------- | -------------------------------------------------------------------- |
| 1 lutego 1981 | Santos FC – Cruzeiro EC 0:0                                          |
| 1 lutego 1981 | Sampaio Corrêa FC – Clube de Regatas Brasil 1:1 Cabecinha - Mundinho |
| 1 lutego 1981 | Itabaiana – CR Flamengo 0:2 Peu, Nunes                               |
| 1 lutego 1981 | Fortaleza – Paysandu SC 1:1 Marciano - Patrulheiro                   |
| 1 lutego 1981 | Nacional FC – Santa Cruz FC 1:1 Careca - Carlos Roberto              |

##### Kolejka 6
| Data          | Mecz                                                  |
| ------------- | ----------------------------------------------------- |
| 4 lutego 1981 | Paysandu SC – Nacional FC 0:0                         |
| 4 lutego 1981 | CR Flamengo – Fortaleza 8:0 Nunes (5), Peu (2), Vítor |
| 4 lutego 1981 | Clube de Regatas Brasil – Cruzeiro EC 0:1 Edmar       |
| 4 lutego 1981 | Sampaio Corrêa FC – Santos FC 0:1 Joăo Paulo          |
| 4 lutego 1981 | Santa Cruz FC – Itabaiana 2:0 Dario, Baiano           |

##### Kolejka 7
| Data          | Mecz                                                                      |
| ------------- | ------------------------------------------------------------------------- |
| 7 lutego 1981 | Santa Cruz FC – Fortaleza 2:1 Dario, Joãozinho - Mazolinha                |
| 7 lutego 1981 | Cruzeiro EC – CR Flamengo 0:0                                             |
| 7 lutego 1981 | Nacional FC – Clube de Regatas Brasil 1:0 Fernandinho                     |
| 7 lutego 1981 | Paysandu SC – Sampaio Corrêa FC 4:0 Marcos, Pedro Rodrigues, Bebeto, Aldo |
| 7 lutego 1981 | Itabaiana – Santos FC 0:3 Joăo Paulo (2), Washington                      |

##### Kolejka 8
| Data           | Mecz                                                                                            |
| -------------- | ----------------------------------------------------------------------------------------------- |
| 14 lutego 1981 | Santos FC – Nacional FC 3:0 Joăo Paulo, Rubens Feijăo, Aluísio                                  |
| 14 lutego 1981 | Fortaleza – Sampaio Corrêa FC 3:0 Mazolinha (2), Odilon                                         |
| 14 lutego 1981 | Clube de Regatas Brasil – CR Flamengo 2:3 Joãozinho Paulista, Carlos Alberto s - Nunes (2), Peu |
| 14 lutego 1981 | Cruzeiro EC – Santa Cruz FC 0:3 Dario (2), Joãozinho                                            |
| 14 lutego 1981 | Paysandu SC – Itabaiana 3:0 Pedro Rodrigues, Da Silva, Aldo                                     |

##### Kolejka 9
| Data           | Mecz                                                                          |
| -------------- | ----------------------------------------------------------------------------- |
| 21 lutego 1981 | Itabaiana – Cruzeiro EC 1:5 Misso - Zé Henrique (2), Edmar (2), Roberto César |
| 21 lutego 1981 | Fortaleza – Santos FC 1:2 Tiquinho - Aluísio, Roberto Biônico                 |
| 21 lutego 1981 | CR Flamengo – Santa Cruz FC 2:2 Nunes (2) – Joãozinho, Adílio s               |
| 21 lutego 1981 | Sampaio Corrêa FC – Nacional FC 0:2 Reis, Jasson                              |
| 21 lutego 1981 | Clube de Regatas Brasil – Paysandu SC 1:0 Joãozinho Paulista                  |

##### Tabela grupy D
| Poz | Klub                    | Mecze | Zw | Rem | Por | Pkt | BrZd | BrStr |
| --- | ----------------------- | ----- | -- | --- | --- | --- | ---- | ----- |
| 1   | Santos FC               | 9     | 6  | 3   | 0   | 15  | 19   | 4     |
| 2   | CR Flamengo             | 9     | 5  | 3   | 1   | 13  | 18   | 7     |
| 3   | Santa Cruz FC           | 9     | 4  | 4   | 1   | 12  | 16   | 9     |
| 4   | Nacional FC             | 9     | 4  | 3   | 2   | 11  | 7    | 6     |
| 5   | Cruzeiro EC             | 9     | 4  | 3   | 2   | 11  | 11   | 7     |
| 6   | Paysandu SC             | 9     | 3  | 2   | 4   | 8   | 12   | 12    |
| 7   | Fortaleza               | 9     | 2  | 3   | 4   | 7   | 9    | 16    |
| 8   | Clube de Regatas Brasil | 9     | 2  | 2   | 5   | 6   | 11   | 16    |
| 9   | Sampaio Corrêa FC       | 9     | 1  | 3   | 5   | 5   | 4    | 15    |
| 10  | Itabaiana               | 9     | 1  | 0   | 8   | 2   | 4    | 19    |

#### Taça de Prata
Z drugiej ligi (Campeonato Brasileiro Série B) do drugiego etapu zakwalifikowały się następujące kluby:
- Náutico
- EC Bahia
- SE Palmeiras
- Uberaba

### Drugi etap

#### Grupa E

##### Kolejka 1
| Data         | Mecz                                                        |
| ------------ | ----------------------------------------------------------- |
| 7 marca 1981 | Nacional FC – Galícia Salvador 0:1 Guto                     |
| 7 marca 1981 | CS Alagoano – CR Vasco da Gama 1:1 Rômel - Roberto Dinamite |

##### Kolejka 2
| Data          | Mecz                                                                 |
| ------------- | -------------------------------------------------------------------- |
| 12 marca 1981 | CS Alagoano – Galícia Salvador 4:0 [Rômel (2), Dentinho, Adílton.]   |
| 12 marca 1981 | CR Vasco da Gama – Nacional FC 3:0 Guina, Silvinho, Roberto Dinamite |

##### Kolejka 3
| Data          | Mecz                                                        |
| ------------- | ----------------------------------------------------------- |
| 15 marca 1981 | Nacional FC – CS Alagoano 2:1 Eli, Jasson - Jorginho        |
| 15 marca 1981 | Galícia Salvador – CR Vasco da Gama 0:3 Wilsinho (2), Guina |

##### Kolejka 4
| Data          | Mecz                                                                          |
| ------------- | ----------------------------------------------------------------------------- |
| 19 marca 1981 | CR Vasco da Gama – CS Alagoano 1:1 Marquinho Carioca - Dentinho               |
| 21 marca 1981 | Galícia Salvador – Nacional FC 1:4 Rangel - Reis (2), Alberto Leguelé, Careca |

##### Kolejka 5
| Data          | Mecz                                                              |
| ------------- | ----------------------------------------------------------------- |
| 26 marca 1981 | Galícia Salvador – CS Alagoano 1:3 Vilfredo - Jorginho (2), Rômel |
| 28 marca 1981 | Nacional FC – CR Vasco da Gama 1:2 Reis - Joăo Luís, Guina        |

##### Kolejka 6
| Data            | Mecz                                                                                |
| --------------- | ----------------------------------------------------------------------------------- |
| 2 kwietnia 1981 | CR Vasco da Gama – Galícia Salvador 3:2 Roberto Dinamite (2), César - Dema, Sivaldo |
| 4 kwietnia 1981 | CS Alagoano – Nacional FC 3:0 Luís Paulo, Mauro, Rômel                              |

##### Tabela grupy E
| Poz | Klub             | Mecze | Zw | Rem | Por | Pkt | BrZd | BrStr |
| --- | ---------------- | ----- | -- | --- | --- | --- | ---- | ----- |
| 1   | CR Vasco da Gama | 6     | 4  | 2   | 0   | 10  | 13   | 5     |
| 2   | CS Alagoano      | 6     | 3  | 2   | 1   | 8   | 13   | 5     |
| 3   | Nacional FC      | 6     | 2  | 0   | 4   | 4   | 7    | 11    |
| 4   | Galícia Salvador | 6     | 1  | 0   | 5   | 2   | 5    | 17    |

#### Grupa F

##### Kolejka 1
| Data         | Mecz                                                              |
| ------------ | ----------------------------------------------------------------- |
| 7 marca 1981 | Santa Cruz FC – AA Ponte Preta 1:1 Baiano - Osvaldo               |
| 7 marca 1981 | EC Bahia – Corinthians Paulista 3:0 Dirceu, Toninho Taino, Gílson |

##### Kolejka 2
| Data          | Mecz                                                                              |
| ------------- | --------------------------------------------------------------------------------- |
| 11 marca 1981 | EC Bahia – AA Ponte Preta 1:1 Gílson - Odirlei                                    |
| 12 marca 1981 | Corinthians Paulista – Santa Cruz FC 1:4 Zenon - Amílton Rocha (2), Dario, Baiano |

##### Kolejka 3
| Data          | Mecz                                                           |
| ------------- | -------------------------------------------------------------- |
| 15 marca 1981 | AA Ponte Preta – Corinthians Paulista 2:1 Lola, Nenę - Rui Rei |
| 15 marca 1981 | Santa Cruz FC – EC Bahia 4:0 Joãozinho, Isidoro, Dario, Baiano |

##### Kolejka 4
| Data          | Mecz                                                                      |
| ------------- | ------------------------------------------------------------------------- |
| 21 marca 1981 | AA Ponte Preta – Santa Cruz FC 3:1 Serginho, Odirlei, Osvaldo - Joãozinho |
| 21 marca 1981 | Corinthians Paulista – EC Bahia 0:1 Toninho Taino                         |

##### Kolejka 5
| Data          | Mecz                                                       |
| ------------- | ---------------------------------------------------------- |
| 28 marca 1981 | Santa Cruz FC – Corinthians Paulista 2:0 Joãozinho, Baiano |
| 28 marca 1981 | AA Ponte Preta – EC Bahia 1:0 Nenę                         |

##### Kolejka 6
| Data            | Mecz                                                                                 |
| --------------- | ------------------------------------------------------------------------------------ |
| 4 kwietnia 1981 | EC Bahia – Santa Cruz FC 5:0 Gílson (2), Toninho Taino (2), Dirceu                   |
| 4 kwietnia 1981 | Corinthians Paulista – AA Ponte Preta 2:2 Rui Rei, Sócrates - Jorge Campos, Serginho |

##### Tabela grupy F
| Poz | Klub                 | Mecze | Zw | Rem | Por | Pkt | BrZd | BrStr |
| --- | -------------------- | ----- | -- | --- | --- | --- | ---- | ----- |
| 1   | AA Ponte Preta       | 6     | 3  | 3   | 0   | 9   | 10   | 6     |
| 2   | EC Bahia             | 6     | 3  | 1   | 2   | 7   | 10   | 6     |
| 3   | Santa Cruz FC        | 6     | 3  | 1   | 2   | 7   | 12   | 10    |
| 4   | Corinthians Paulista | 6     | 0  | 1   | 5   | 1   | 4    | 14    |

#### Grupa G

##### Kolejka 1
| Data         | Mecz                                                                                     |
| ------------ | ---------------------------------------------------------------------------------------- |
| 7 marca 1981 | EC Vitória – Paysandu SC 1:1 Zé Augusto - Pedro Rodrigues                                |
| 7 marca 1981 | Portuguesa São Paulo – Fluminense FC 2:2 Wílson Carrasco, Beca - Cristóvăo, Cláudio Adăo |

##### Kolejka 2
| Data          | Mecz                                                                 |
| ------------- | -------------------------------------------------------------------- |
| 11 marca 1981 | Fluminense FC – EC Vitória 1:2 Cláudio Adăo - Zé Augusto, Ronaldinho |
| 11 marca 1981 | Paysandu SC – Portuguesa São Paulo 1:1 Evandro - Moisés              |

##### Kolejka 3
| Data          | Mecz                                                                 |
| ------------- | -------------------------------------------------------------------- |
| 15 marca 1981 | Portuguesa São Paulo – EC Vitória 2:1 Wílson Carrasco (2) – Paulinho |
| 15 marca 1981 | Paysandu SC – Fluminense FC 0:4 Cláudio Adăo (2), Robertinho (2)     |

##### Kolejka 4
| Data          | Mecz                                                             |
| ------------- | ---------------------------------------------------------------- |
| 21 marca 1981 | Paysandu SC – EC Vitória 0:1 Paulinho                            |
| 21 marca 1981 | Fluminense FC – Portuguesa São Paulo 1:1 Édson - Wílson Carrasco |

##### Kolejka 5
| Data          | Mecz                                   |
| ------------- | -------------------------------------- |
| 28 marca 1981 | Portuguesa São Paulo – Paysandu SC 0:0 |
| 28 marca 1981 | EC Vitória – Fluminense FC 0:0         |

##### Kolejka 6
| Data            | Mecz                                                                   |
| --------------- | ---------------------------------------------------------------------- |
| 4 kwietnia 1981 | EC Vitória – Portuguesa São Paulo 1:0 Tadeu Macrini                    |
| 4 kwietnia 1981 | Fluminense FC – Paysandu SC 4:1 Zezé Gomes (2), Gilberto, Édson - Juca |

##### Tabela grupy G
| Poz | Klub                 | Mecze | Zw | Rem | Por | Pkt | BrZd | BrStr |
| --- | -------------------- | ----- | -- | --- | --- | --- | ---- | ----- |
| 1   | EC Vitória           | 6     | 3  | 2   | 1   | 8   | 6    | 4     |
| 2   | Fluminense FC        | 6     | 2  | 3   | 1   | 7   | 12   | 6     |
| 3   | Portuguesa São Paulo | 6     | 1  | 4   | 1   | 6   | 6    | 6     |
| 4   | Paysandu SC          | 6     | 0  | 3   | 3   | 3   | 3    | 11    |

#### Grupa H

##### Kolejka 1
| Data         | Mecz                                                           |
| ------------ | -------------------------------------------------------------- |
| 7 marca 1981 | Cruzeiro EC – Ferroviário AC 2:1 Edmar, Mauro - Luís Haroldo   |
| 7 marca 1981 | Operário FC – Náutico 2:1 Arthurzinho, Garcia - Carlos Alberto |

##### Kolejka 2
| Data          | Mecz                                                                        |
| ------------- | --------------------------------------------------------------------------- |
| 12 marca 1981 | Ferroviário AC – Operário FC 1:3 Jangada - Pastoril, Baianinho, Arthurzinho |
| 12 marca 1981 | Náutico – Cruzeiro EC 3:0 Reinaldo, Carlos Alberto, Brás                    |

##### Kolejka 3
| Data          | Mecz                                                              |
| ------------- | ----------------------------------------------------------------- |
| 15 marca 1981 | Operário FC – Cruzeiro EC 5:1 Campos (4), Baianinho - Edmar       |
| 15 marca 1981 | Ferroviário AC – Náutico 0:3 Reinaldo, Carlos Alberto, Marquinhos |

##### Kolejka 4
| Data          | Mecz                                                     |
| ------------- | -------------------------------------------------------- |
| 19 marca 1981 | Náutico – Operário FC 1:0 Marquinhos                     |
| 21 marca 1981 | Ferroviário AC – Cruzeiro EC 1:2 Baltasar - Edmar, Mauro |

##### Kolejka 5
| Data          | Mecz                                                             |
| ------------- | ---------------------------------------------------------------- |
| 28 marca 1981 | Operário FC – Ferroviário AC 3:0 Paulo Marcos, Lima, Arthurzinho |
| 28 marca 1981 | Cruzeiro EC – Náutico 3:0 Edmar, Carlinhos, Zé Henrique          |

##### Kolejka 6
| Data            | Mecz                                                                   |
| --------------- | ---------------------------------------------------------------------- |
| 4 kwietnia 1981 | Náutico – Ferroviário AC 3:0 Reinaldo (2), Carlos Alberto              |
| 4 kwietnia 1981 | Cruzeiro EC – Operário FC 1:3 Edmar - Arthurzinho, Baianinho, Pastoril |

##### Tabela grupy H
| Poz | Klub           | Mecze | Zw | Rem | Por | Pkt | BrZd | BrStr |
| --- | -------------- | ----- | -- | --- | --- | --- | ---- | ----- |
| 1   | Operário FC    | 6     | 5  | 0   | 1   | 10  | 16   | 5     |
| 2   | Náutico        | 6     | 4  | 0   | 2   | 8   | 11   | 5     |
| 3   | Cruzeiro EC    | 6     | 3  | 0   | 3   | 6   | 9    | 13    |
| 4   | Ferroviário AC | 6     | 0  | 0   | 6   | 0   | 3    | 16    |

#### Grupa I

##### Kolejka 1
| Data         | Mecz                                                                  |
| ------------ | --------------------------------------------------------------------- |
| 7 marca 1981 | Fortaleza – AA Internacional 2:2 Mazolinha, Chico Explosăo - Elói (2) |
| 7 marca 1981 | São Paulo – Grêmio Porto Alegre 3:0 Serginho (3)                      |

##### Kolejka 2
| Data          | Mecz                                                 |
| ------------- | ---------------------------------------------------- |
| 12 marca 1981 | AA Internacional – São Paulo 1:1 Elói - Éverton      |
| 12 marca 1981 | Grêmio Porto Alegre – Fortaleza 2:0 Newmar, Baltazar |

##### Kolejka 3
| Data          | Mecz                                                                        |
| ------------- | --------------------------------------------------------------------------- |
| 15 marca 1981 | São Paulo – Fortaleza 1:0 Tatu                                              |
| 15 marca 1981 | AA Internacional – Grêmio Porto Alegre 3:1 Elói (2), Marcăo - Paulo Isidoro |

##### Kolejka 4
| Data          | Mecz                                                            |
| ------------- | --------------------------------------------------------------- |
| 21 marca 1981 | AA Internacional – Fortaleza 5:0 Elói (2), Marcăo (2), Jaiminho |
| 21 marca 1981 | Grêmio Porto Alegre – São Paulo 1:0 Baltazar                    |

##### Kolejka 5
| Data            | Mecz                                                                 |
| --------------- | -------------------------------------------------------------------- |
| 28 marca 1981   | Fortaleza – Grêmio Porto Alegre 0:4 Paulo Isidoro (2), Éber, Tarciso |
| 1 kwietnia 1981 | São Paulo – AA Internacional 2:1 Serginho, Getúlio - Elói            |

##### Kolejka 6
| Data            | Mecz                                              |
| --------------- | ------------------------------------------------- |
| 4 kwietnia 1981 | Fortaleza – São Paulo 0:1 Éverton                 |
| 4 kwietnia 1981 | Grêmio Porto Alegre – AA Internacional 1:0 Newmar |

##### Tabela grupy I
| Poz | Klub                | Mecze | Zw | Rem | Por | Pkt | BrZd | BrStr |
| --- | ------------------- | ----- | -- | --- | --- | --- | ---- | ----- |
| 1   | São Paulo           | 6     | 4  | 1   | 1   | 9   | 8    | 3     |
| 2   | Grêmio Porto Alegre | 6     | 4  | 0   | 2   | 8   | 9    | 6     |
| 3   | AA Internacional    | 6     | 2  | 2   | 2   | 6   | 12   | 7     |
| 4   | Fortaleza           | 6     | 0  | 1   | 5   | 1   | 2    | 15    |

#### Grupa J

##### Kolejka 1
| Data         | Mecz                                        |
| ------------ | ------------------------------------------- |
| 7 marca 1981 | SC Internacional – Goiás EC 1:0 Nílson Dias |
| 7 marca 1981 | SE Palmeiras – Sport Recife 1:0 Célio       |

##### Kolejka 2
| Data          | Mecz                                                 |
| ------------- | ---------------------------------------------------- |
| 11 marca 1981 | SE Palmeiras – SC Internacional 0:1 Mário Sérgio     |
| 11 marca 1981 | Sport Recife – Goiás EC 4:0 Roberto (2), Dęno, Édson |

##### Kolejka 3
| Data          | Mecz                                                                   |
| ------------- | ---------------------------------------------------------------------- |
| 15 marca 1981 | Goiás EC – SE Palmeiras 1:3 Goiás: Marcelo - Sena, Paulinho, Reginaldo |
| 15 marca 1981 | SC Internacional – Sport Recife 2:2 Nílson Dias(2) – Édson (2)         |

##### Kolejka 4
| Data          | Mecz                                                           |
| ------------- | -------------------------------------------------------------- |
| 21 marca 1981 | Goiás EC – SC Internacional 0:0                                |
| 21 marca 1981 | Sport Recife – SE Palmeiras 3:1 Roberto (2), Aílton - Tonigato |

##### Kolejka 5
| Data          | Mecz                                                                                 |
| ------------- | ------------------------------------------------------------------------------------ |
| 28 marca 1981 | SC Internacional – SE Palmeiras 6:0 Batista (2), Mauro Pastor (2), Cléo, Nílson Dias |
| 28 marca 1981 | Goiás EC – Sport Recife 0:0                                                          |

##### Kolejka 6
| Data            | Mecz                                     |
| --------------- | ---------------------------------------- |
| 4 kwietnia 1981 | Sport Recife – SC Internacional 0:0      |
| 4 kwietnia 1981 | SE Palmeiras – Goiás EC 2:0 Paulinho (2) |

##### Tabela grupy J
| Poz | Klub             | Mecze | Zw | Rem | Por | Pkt | BrZd | BrStr |
| --- | ---------------- | ----- | -- | --- | --- | --- | ---- | ----- |
| 1   | SC Internacional | 6     | 3  | 3   | 0   | 9   | 10   | 2     |
| 2   | Sport Recife     | 6     | 2  | 3   | 1   | 7   | 9    | 4     |
| 3   | SE Palmeiras     | 6     | 3  | 0   | 3   | 6   | 7    | 11    |
| 4   | Goiás EC         | 6     | 0  | 2   | 4   | 2   | 1    | 10    |

#### Grupa K

##### Kolejka 1
| Data         | Mecz                                         |
| ------------ | -------------------------------------------- |
| 7 marca 1981 | Bangu AC – Botafogo FR 0:1 Mendonça          |
| 7 marca 1981 | Mixto EC – Santos FC 1:1 Ademar - Joăo Paulo |

##### Kolejka 2
| Data          | Mecz                                           |
| ------------- | ---------------------------------------------- |
| 12 marca 1981 | Santos FC – Bangu AC 2:0 Joãozinho, Joăo Paulo |
| 12 marca 1981 | Botafogo FR – Mixto EC 0:0                     |

##### Kolejka 3
| Data          | Mecz                                                          |
| ------------- | ------------------------------------------------------------- |
| 15 marca 1981 | Bangu AC – Mixto EC 2:0 Marcelo, Luisinho                     |
| 15 marca 1981 | Botafogo FR – Santos FC 2:1 Mendonça, Mirandinha - Joăo Paulo |

##### Kolejka 4
| Data          | Mecz                                                        |
| ------------- | ----------------------------------------------------------- |
| 18 marca 1981 | Botafogo FR – Bangu AC 5:1 Mendonça (3), Rocha, Zuza - Renę |
| 21 marca 1981 | Santos FC – Mixto EC 2:0 Washington, Nélson                 |

##### Kolejka 5
| Data          | Mecz                                                      |
| ------------- | --------------------------------------------------------- |
| 28 marca 1981 | Bangu AC – Santos FC 1:1 Mirandinha - Roberto Biônico     |
| 28 marca 1981 | Mixto EC – Botafogo FR 2:2 Bife (2) – Tucho s, Mirandinha |

##### Kolejka 6
| Data            | Mecz                                            |
| --------------- | ----------------------------------------------- |
| 3 kwietnia 1981 | Santos FC – Botafogo FR 0:0                     |
| 4 kwietnia 1981 | Mixto EC – Bangu AC 1:2 Tostăo - Mirandinha (2) |

##### Tabela grupy K
| Poz | Klub        | Mecze | Zw | Rem | Por | Pkt | BrZd | BrStr |
| --- | ----------- | ----- | -- | --- | --- | --- | ---- | ----- |
| 1   | Botafogo FR | 6     | 3  | 3   | 0   | 9   | 10   | 4     |
| 2   | Santos FC   | 6     | 2  | 3   | 1   | 7   | 7    | 4     |
| 3   | Bangu AC    | 6     | 2  | 1   | 3   | 5   | 6    | 10    |
| 4   | Mixto EC    | 6     | 0  | 3   | 3   | 3   | 4    | 9     |

#### Grupa L

##### Kolejka 1
| Data         | Mecz                                                    |
| ------------ | ------------------------------------------------------- |
| 7 marca 1981 | CR Flamengo – Atlético Mineiro 2:1 Nunes, Adílio - Éder |
| 7 marca 1981 | Colorado EC – Uberaba 1:1 Dităo - Serginho              |

##### Kolejka 2
| Data          | Mecz                                               |
| ------------- | -------------------------------------------------- |
| 11 marca 1981 | Atlético Mineiro – Colorado EC 1:1 Frazăo - Aladim |
| 11 marca 1981 | Uberaba – CR Flamengo 1:1 Serginho - Nunes         |

##### Kolejka 3
| Data          | Mecz                                                     |
| ------------- | -------------------------------------------------------- |
| 15 marca 1981 | Colorado EC – CR Flamengo 4:0 Jorge Nobre (3), Dităo     |
| 15 marca 1981 | Uberaba – Atlético Mineiro 1:1 Vandinho - Toninho Cerezo |

##### Kolejka 4
| Data          | Mecz                               |
| ------------- | ---------------------------------- |
| 21 marca 1981 | Uberaba – Colorado EC 0:0          |
| 25 marca 1981 | Atlético Mineiro – CR Flamengo 0:0 |

##### Kolejka 5
| Data            | Mecz                                                                         |
| --------------- | ---------------------------------------------------------------------------- |
| 1 kwietnia 1981 | Colorado EC – Atlético Mineiro 1:3 Marinho - Toninho Cerezo (2), Éder        |
| 1 kwietnia 1981 | CR Flamengo – Uberaba 4:2 Tita (2), Nunes, Marinho - Paulo Luciano, Serginho |

##### Kolejka 6
| Data            | Mecz                                            |
| --------------- | ----------------------------------------------- |
| 4 kwietnia 1981 | Atlético Mineiro – Uberaba 2:0 Chicao, Frazăo   |
| 4 kwietnia 1981 | CR Flamengo – Colorado EC 2:1 Zico (2) – Aladim |

##### Tabela grupy L
| Poz | Klub             | Mecze | Zw | Rem | Por | Pkt | BrZd | BrStr |
| --- | ---------------- | ----- | -- | --- | --- | --- | ---- | ----- |
| 1   | CR Flamengo      | 6     | 3  | 2   | 1   | 8   | 9    | 9     |
| 2   | Atlético Mineiro | 6     | 2  | 3   | 1   | 7   | 8    | 5     |
| 3   | Colorado EC      | 6     | 1  | 3   | 2   | 5   | 8    | 7     |
| 4   | Uberaba          | 6     | 0  | 4   | 2   | 4   | 5    | 9     |

### 1/8 finału
| EC Bahia – CR Flamengo 0:0 i 0:2 1 08.04 1981 2 11.04 1981 Nunes (2)                                                                       |
| Sport Recife – Operário FC 0:0 i 1:3 1 08.04 1981 2 12.04 1981 Dęno - Arthurzinho (2), Pastoril                                            |
| Santos FC – São Paulo 0:2 i 1:2 1 08.04 1981 Serginho (2) 2 12.04 1981 Pita - Paulo César, Serginho                                        |
| Náutico – AA Ponte Preta 0:0 i 1:2 1 09.04 1981 2 12.04 1981 Piter - Serginho, Lola                                                        |
| Fluminense FC – CR Vasco da Gama 0:2 i 3:2 1 09.04 1981 César, Roberto Dinamite 2 12.04 1981 Cláudio Adăo (2), Edinho - Gilcimar, Edinho s |
| EC Vitória – Grêmio Porto Alegre 2:1 i 0:2 1 09.04 1981 Zé Augusto, Róbson - Tarciso 2 12.04 1981 Paulo Isidoro, Tarciso                   |
| Atlético Mineiro – SC Internacional 0:1 i 1:1 1 09.04 1981 Silvinho 2 12.04 1981 Éder - Nílson Dias                                        |
| CS Alagoano – Botafogo FR 0:0 i 0:2 1 09.04 1981 2 12.04 1981 Jérson, Marcelo                                                              |

### 1/4 finału
| CR Vasco da Gama – AA Ponte Preta 0:0 i 0:0 1 15.04 1981 2 18.04 1981 - do półfinału, dzięki lepszym wynikom uzyskanym w 1/8 finału, awansował klub Ponte Preta |
| Grêmio Porto Alegre – Operário FC 2:0 i 1:0 1 15.04 1981 Vílson Tadei, Tarciso 2 19.04 1981 Baltazar                                                            |
| SC Internacional – São Paulo 0:1 i 0:2 1 16.04 1981 Éverton 2 19.04 1981 Serginho (2)                                                                           |
| CR Flamengo – Botafogo FR 0:0 i 1:3 1 16.04 1981 2 19.04 1981 Zico - Mendonça (2), Jérson                                                                       |

### 1/2 finału
| Botafogo FR – São Paulo 1:0 i 2:3 1 22.04 1981 Marcelo 2 26.04 1981 Jérson, Mendonça - Éverton (2), Serginho - Grêmio awansował do finału dzięki lepszym wynikom w 1/4 finału                        |
| AA Ponte Preta – Grêmio Porto Alegre 2:3 i 1:0 1 23.04 1981 Lola (2) – Paulo Isidoro, Víldon Tadei, Tarciso 2 26.04 1981 Osvaldo - São Paulo awansował do finału dzięki lepszym wynikom w 1/4 finału |

### Finał
| Grêmio Porto Alegre – São Paulo 2:1 i 1:0 |
| 30 kwietnia 1981 Porto Alegre Estádio Olímpico Monumental (53 388) Grêmio Porto Alegre – São Paulo 2:1 Sędzia: Arnaldo Cezar Coelho Bramki: 0:1 Serginho Chulapa 39, 1:1 Paulo Isidoro 55, 2:1 Paulo Isidoro 69 Grêmio Foot-Ball Porto Alegrense (trener Ênio Vargas de Andrade): Leão (Remi) – Uchoa, Newmar, De León, Casemiro, China (Renato Sá), Paulo Isidoro, Vilson Taddei, Tarciso, Baltazar, Odair São Paulo Futebol Clube (trener Carlos Alberto Silva): Valdir Peres - Getúlio, Oscar, Dario Pereyra, Marinho Chagas, Almir, Renato (Assis), Everton, Paulo César, Serginho Chulapa, Zé Sérgio |
| 3 maja 1981 São Paulo Estádio do Morumbi (95 106) São Paulo – Grêmio Porto Alegre 0:1 Sędzia: José Roberto Wright Bramki: 0:1 Baltazar 54 Czerwone kartki: Serginho Chulapa 88 / - São Paulo Futebol Clube (trener Carlos Alberto Silva): Valdir Peres - Getúlio, Oscar, Dario Pereyra, Marinho Chagas, Élvio, Renato, Everton (Assis), Paulo César, Serginho Chulapa, Zé Sérgio Grêmio Foot-Ball Porto Alegrense (trener Ênio Vargas de Andrade): Leão - Paulo Roberto, Newmar, De León, Casemiro, China, Vilson Tadei (Jurandir), Paulo Isidoro, Tarciso, Baltazar, Odair (Renato Sá)                   |

Mistrzem Brazylii w 1981 roku został klub Grêmio Porto Alegre, a wicemistrzem Brazylii – São Paulo.

## Końcowa klasyfikacja sezonu 1981
W klasyfikacji nie uwzględniono wyników baraży kończących pierwszy etap mistrzostw.
| Poz | Klub                    | Mecze | Zw | Rem | Por | Pkt | BrZd | BrStr |
| --- | ----------------------- | ----- | -- | --- | --- | --- | ---- | ----- |
| 1   | Grêmio Porto Alegre     | 23    | 14 | 2   | 7   | 30  | 32   | 21    |
| 2   | São Paulo               | 23    | 13 | 6   | 4   | 32  | 32   | 15    |
| 3   | AA Ponte Preta          | 21    | 10 | 8   | 3   | 28  | 32   | 23    |
| 4   | Botafogo FR             | 21    | 10 | 6   | 5   | 26  | 33   | 20    |
| 5   | CR Vasco da Gama        | 19    | 11 | 5   | 3   | 27  | 41   | 17    |
| 6   | CR Flamengo             | 19    | 9  | 7   | 3   | 25  | 30   | 19    |
| 7   | Operário FC             | 19    | 11 | 2   | 6   | 24  | 30   | 17    |
| 8   | SC Internacional        | 19    | 7  | 8   | 4   | 22  | 20   | 14    |
| 9   | Santos FC               | 17    | 8  | 6   | 3   | 22  | 27   | 12    |
| 10  | Sport Recife            | 17    | 6  | 8   | 3   | 20  | 20   | 15    |
| 11  | Fluminense FC           | 17    | 7  | 4   | 6   | 18  | 31   | 25    |
| 12  | EC Vitória              | 17    | 7  | 4   | 6   | 18  | 18   | 19    |
| 13  | CS Alagoano             | 17    | 6  | 5   | 6   | 17  | 22   | 22    |
| 14  | Atlético Mineiro        | 17    | 5  | 7   | 5   | 17  | 22   | 15    |
| 15  | Náutico                 | 8     | 4  | 1   | 3   | 9   | 12   | 7     |
| 16  | EC Bahia                | 8     | 3  | 2   | 3   | 8   | 10   | 8     |
| 17  | Portuguesa São Paulo    | 15    | 7  | 6   | 2   | 17  | 19   | 13    |
| 18  | Santa Cruz FC           | 15    | 7  | 5   | 3   | 18  | 28   | 19    |
| 19  | Cruzeiro EC             | 15    | 7  | 3   | 5   | 19  | 20   | 20    |
| 20  | Colorado EC             | 15    | 5  | 7   | 3   | 17  | 16   | 11    |
| 21  | Bangu AC                | 15    | 6  | 4   | 5   | 16  | 24   | 19    |
| 22  | Nacional FC             | 15    | 6  | 3   | 6   | 15  | 14   | 17    |
| 23  | AA Internacional        | 15    | 5  | 5   | 5   | 15  | 19   | 18    |
| 24  | Goiás EC                | 15    | 4  | 5   | 6   | 13  | 11   | 16    |
| 25  | Galícia Salvador        | 15    | 5  | 1   | 9   | 11  | 15   | 27    |
| 26  | Corinthians Paulista    | 15    | 4  | 3   | 8   | 11  | 14   | 22    |
| 27  | Ferroviário AC          | 15    | 4  | 3   | 8   | 11  | 17   | 27    |
| 28  | Paysandu SC             | 15    | 3  | 5   | 7   | 11  | 15   | 23    |
| 29  | Mixto EC                | 15    | 3  | 5   | 7   | 11  | 15   | 24    |
| 30  | Fortaleza               | 15    | 2  | 4   | 9   | 8   | 11   | 31    |
| 31  | SE Palmeiras            | 6     | 3  | 0   | 3   | 6   | 7    | 11    |
| 32  | Uberaba                 | 6     | 0  | 4   | 2   | 4   | 5    | 9     |
| 33  | América Natal           | 9     | 3  | 2   | 4   | 8   | 16   | 17    |
| 34  | EC Pinheiros            | 9     | 1  | 6   | 2   | 8   | 9    | 11    |
| 35  | Campinense Clube        | 9     | 2  | 2   | 5   | 6   | 10   | 11    |
| 36  | Clube de Regatas Brasil | 9     | 2  | 2   | 5   | 6   | 11   | 16    |
| 37  | Brasília                | 9     | 2  | 2   | 5   | 6   | 10   | 15    |
| 38  | Joinville               | 9     | 2  | 2   | 5   | 6   | 5    | 11    |
| 39  | Ríver AC                | 9     | 2  | 2   | 5   | 6   | 7    | 14    |
| 40  | Vila Nova FC            | 9     | 2  | 1   | 6   | 5   | 8    | 16    |
| 41  | Sampaio Corrêa FC       | 9     | 1  | 3   | 5   | 5   | 4    | 15    |
| 42  | Londrina                | 9     | 2  | 0   | 7   | 4   | 5    | 17    |
| 43  | Itabaiana               | 9     | 1  | 0   | 8   | 2   | 4    | 19    |
| 44  | Desportiva Cariacica    | 9     | 0  | 2   | 7   | 2   | 4    | 17    |